# Fred Beck
Frederick Beck (ur. 5 marca 1883 w Londynie, zm. 26 lutego 1972 w Barnet) – brytyjski zapaśnik walczący w obu stylach. Brązowy medalista olimpijski z Londynu 1908 w stylu wolnym i dziewiąty w stylu klasycznym. Walczył w wadze średniej do 73 kg
Dwukrotny mistrz kraju w 1905 i 1906 (open).
- Turniej w Londynie 1908

Przegrał ze swoim rodakiem Stanleyem Baconem i wygrał z Amerykaninem Fredem Narganesem.
- Turniej w Londynie 1908  – styl klasyczny

Wygrał z Harrym Challstorpem i przegrał z Mauritzem Anderssonem, obaj ze Szwecji.